# Sơn Đà
Sơn Đà là một xã thuộc huyện Ba Vì, thành phố Hà Nội, Việt Nam.
Xã Sơn Đà có diện tích 12,17 km², dân số năm 1999 là 7739 người, mật độ dân số đạt 636 người/km².

## Địa lý
Xã Sơn Đà có địa giới hành chính như sau:

- Phía Bắc giáp tỉnh Phú Thọ, ranh giới tự nhiên là sông Đà.

- Phía Nam giáp xã Ba Trại, xã Thuần Mỹ.

- Phía Đông giáp xã Tòng Bạt, Cẩm Lĩnh.

- Phía Tây giáp xã Tân Phương và thị trấn Thanh Thủy, huyện Thanh Thủy, tỉnh Phú Thọ, ranh giới tự nhiên là sông Đà.